# Kızılcayer, Köşk
Kızılcayer là một xã thuộc huyện Köşk, tỉnh Aydın, Thổ Nhĩ Kỳ. Dân số thời điểm năm 2010 là 297 người.